# Aspidopholas scutata
Aspidopholas scutata is een tweekleppigensoort uit de familie van de Pholadidae. De wetenschappelijke naam van de soort is voor het eerst geldig gepubliceerd in 1824 door Deshayes.